# Anklagerfuldmægtig
En anklagerfuldmægtig er en jurist som er ansat i anklagemyndigheden.  Anklagerfuldmægtige starter typisk deres karrierer i en politikreds og gennemgår i forbindelse med deres ansættelse her den indledende uddannelse som anklager. Uddannelse indebærer endvidere et turnusforløb til en overordnet anklagemyndighed fx hos statsadvokaten eller i rigsadvokaten, men kan endvidere foregå i andre af myndigheder under Justitsministeriet.
En anklagerfuldmægtig fungerer som anklager ved byretterne.
Indtil primo 2012 blev stillingen betegnet politifuldmægtig.
| Jura | Spire Denne juraartikel er en spire som bør udbygges. Du er velkommen til at hjælpe Wikipedia ved at udvide den. |